# 法政大学大学院法学研究科・大学院政治学研究科・法学部

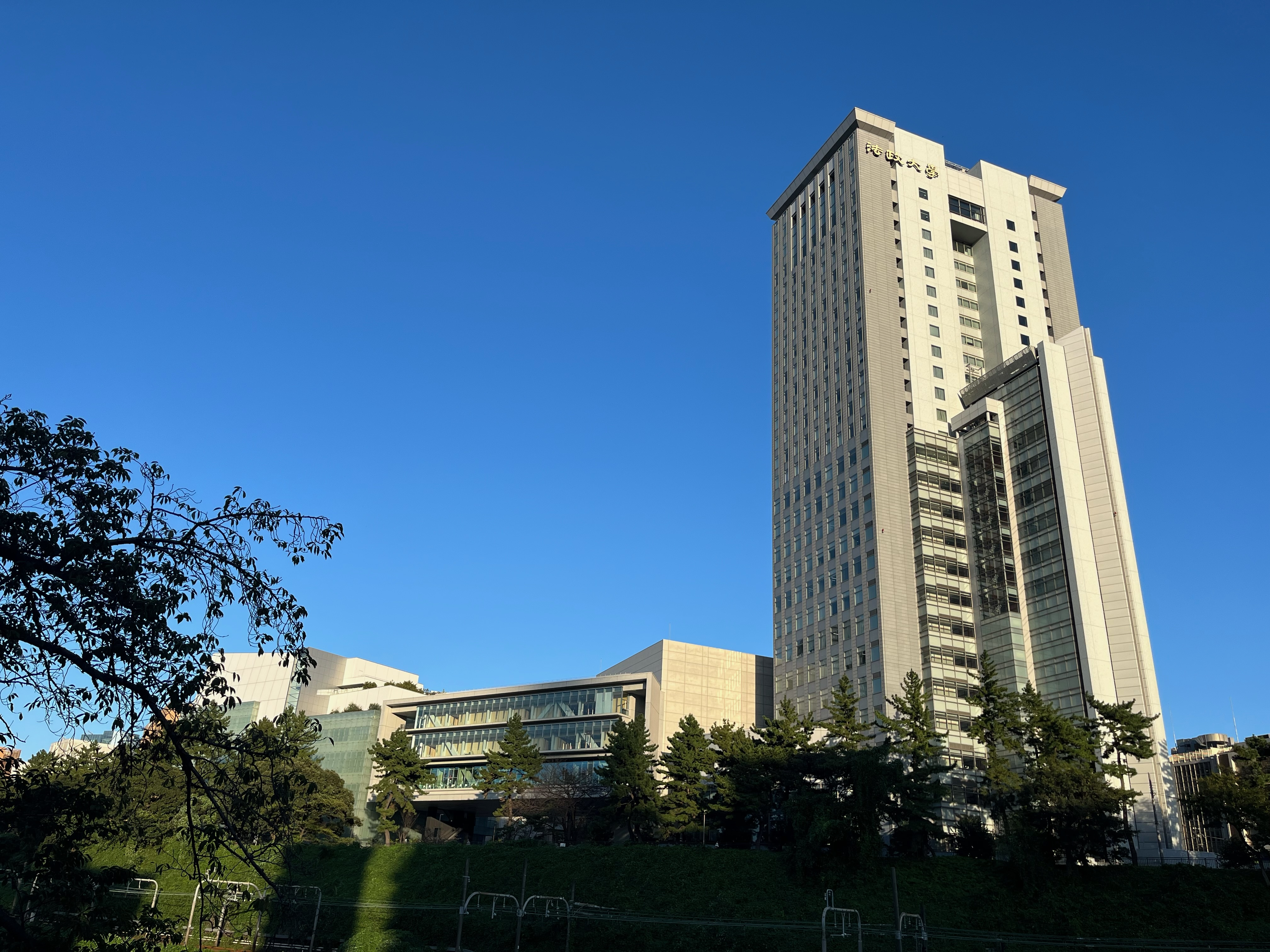
法政大学市ヶ谷キャンパス

法政大学法学部（ほうせいだいがくほうがくぶ、英：Faculty of Law, Hosei University）は、法政大学が設置する法学部。
法政大学大学院法学研究科（ほうせいだいがくだいがくいんほうがくけんきゅうか）は、法政大学が設置する大学院法学研究科。また、法政大学大学院政治学研究科（ほうせいだいがくだいがくいんせいじがくけんきゅうか）は法政大学が設置する大学院政治学研究科である。

## 概要
法政大学法学部の発端は1880年に設立された東京法学社（現　法政大学）にある。日本国内の大学が設置する法学部においては、東京大学法学部に続いて2番目に古い歴史を持っているため、私立大学のなかでは最古の法学部である。
東京法学社から東京法学校へと名前を改めた後の1889年、仏学会がフランス語を教示する場として設立した東京仏学校と合併し、和仏法律学校が成立した。そして、原敬内閣の折に大学令が施行されたことで、1920年に法政大学へと昇格を果たすと同時に法学部と経済学部とが設置された。翌年には、当時まで根拠地としていた東京駿河台北から、現在の市ヶ谷キャンパスの存する麹町区富士見4丁目（現　千代田区富士見2丁目）に新校舎を建設し移転することになった。1922年、法学部に文学科、哲学科が新設されたことにより、法学部は法文学部へと改組されることとなるも、1947年には学部体制の再編によって文学部が独立したため、再び法学部となった。
学校教育法を受けて新制大学へ移行した後、法律、政治、労働学科を擁する第一法学部と法律、労働学科を持つ第二法学部（夜間学部）とが設置された。しかし労働学科は、学習内容に類似性のある社会学部が創設されたことにより1957年に廃止となった。また、のちに第二法学部も募集を停止し廃止するに至った。
法学部は文学部、経営学部、国際文化学部、人間環境学部、キャリアデザイン学部、デザイン工学部、グローバル教養学部（GIS）と同じく法政大学市ヶ谷キャンパスに本部が置かれている。法学部の研究室は1980年に竣工した80年館（地上9階、地下4階）にあり、4階と5階、9階の一部が部屋として割り当てられている。同じく80年館内に存在し、内装工事によって拡充された図書館、資料室には学術的文献や判例集が数多く所蔵されており、法学研究のための資料を豊富に揃えている。
また、法政大学法学部には法律学科、政治学科、国際政治学科の計3つの学科が設置されているが、それぞれの特色としては以下の通りである。
まず法律学科では学生の多岐にわたる学習意欲、興味関心に対応するためにガイドライン型の「コース制」が採用されている。「コース制」とは、特定のコース、科目群のなかから選択して履修を行うことで、より体系的で有意な学習を可能とするものである。なお、あくまでガイドラインであって、選んだコースの科目の履修を強制させる制度ではないため、学生は個々人の関心に応じて適宜、履修登録の参考にすることができる。コースは6つあり「裁判・法」、「行政・公共政策・法」、「企業経営・法（商法中心）」、「企業経営・法（労働法中心）」、「国際社会・法」、「文化・社会」に分かれている。
ただし、法律学科内に設置されている法曹コースは、「法学部3年間＋法科大学院（ロースクール）2年間」の5年一貫教育を通して法曹養成を目指すものであり、先述の「コース制」とは異なる制度である。
政治学科は初年次から履修できる専門科目が多数配置されていることが特徴であり、「政治理論・歴史・思想」、「政策・都市・行政」などに大別される科目群が存在し、様々な学問を網羅的に学習することが可能となっている。
国際政治学科には「アジア国際政治」、「グローバル・ガバナンス」の2コースが設置されており、2年生に進級する際にどちらかのコースを選択することが可能となっており、前者はアジアや主要関係国についての学習を深めることで、政治、外交に連関した知識と理論的な分析力の習得、後者は紛争やテロリズム、軍事問題、国際人権などの地球規模の問題に政策及び理論の両面からアプローチすることを目的としている。

## 沿革
- 1880年（明治13年）- 東京駿河台北甲賀町十九番地に「講法局」と「代言局」からなる東京法学社創立[8]
- 1881年（明治14年）- 東京法学社の「講法局」が独立し、東京法学校となる
- 1886年（明治19年）- 仏学会によって東京仏学校が設立される
- 1889年（明治22年）- 東京法学校と東京仏学校とが合併し、和仏法律学校へ改称
- 1903年（明治36年）- 専門学校令により認可され「和仏法律学校法政大学」へと改称、予科、大学部、専門部、高等研究科を設置
- 1920年（大正9年） - 大学令により大学へと昇格、同時に法学部、経済学部設置
- 1921年（大正10年）- 麹町区富士見町4丁目（現 市ヶ谷キャンパス）に新築した校舎へ移転
- 1922年（大正11年）- 法学部に文学科、哲学科を新設し法文学部へと改組
- 1947年（昭和22年）- 法文学部を法学部、文学部の二学部に改組、通信教育部を設置
- 1949年（昭和24年）- 学校教育法により新制大学へ移行、第一法学部（法律・政治・労働学科）及び第二法学部（法律・労働学科）を設置
- 1951年（昭和26年）- 第一法学部労働学科募集停止、大学院社会科学研究科、大学院人文科学研究科を設置
- 1952年（昭和27年）- 第二法学部労働学科募集停止、第二法学部政治学科開設
- 1957年（昭和32年）- 労働学科廃止
- 1980年（昭和55年）- 80年館竣工
- 1992年（平成4年）- 大学院棟竣工
- 1995年（平成7年）- 日本初の大学院夜間博士後期課程を開設
- 2000年（平成12年）- ボアソナード・タワー竣工[9]
- 2003年（平成15年）- 第二法学部法律学科募集停止
- 2004年（平成16年）- 第二法学部政治学科募集停止、大学院社会科学研究科を改組し、大学院法学研究科法律学専攻、大学院政治学研究科政治学専攻を設置
- 2005年（平成17年）- 法学部国際政治学科を設置
- 2010年（平成22年）- 大学院政治学研究科に国際政治学専攻を設置

## 学部・学科

### 法学部
- 法律学科　
法曹コース　法律学科に設けられている法曹三家（裁判官、検察官、弁護士）を目指す学生を養成するための制度。「法学部3年間＋法科大学院（ロースクール）2年間」の5年一貫教育を行う。既定の教育課程を基準以上の成績で習得した場合、学部生3年次で早期に卒業ができ、法科大学院への入学が可能[6]。
- 政治学科
- 国際政治学科
Overseas Study Program（OSP）　国際政治学科における選択科目であり、学生が特別講義や語学研修を通し国際社会で活躍するにあたって、必要とされる視座やスキルを習得するために設置されているプログラム[6]。

## 大学院
法学研究科
- 法律学専攻（修士課程、博士後期課程）[10]

政治学研究科
- 政治学専攻（修士課程、博士後期課程）[11]
- 国際政治学専攻（修士課程）[12]

## 学部長
- 橡川泰史

## 関連施設
- ボアソナード・タワー
- 80年館
- 法政大学大学院棟

## 交通アクセス
〒102-8160 市ヶ谷キャンパス（東京都千代田区富士見2-17-1）
- 【JR線】 JR中央・総武緩行線：市ケ谷駅または飯田橋駅下車徒歩10分
- 【地下鉄線】 都営地下鉄新宿線：市ケ谷駅下車徒歩10分
- 【地下鉄線】 東京メトロ有楽町線：市ケ谷駅または飯田橋駅下車徒歩10分
- 【地下鉄線】 東京メトロ東西線：飯田橋駅下車徒歩10分
- 【地下鉄線】 東京メトロ南北線：市ケ谷駅または飯田橋駅下車徒歩10分
- 【地下鉄線】 都営地下鉄大江戸線：飯田橋駅下車徒歩10分

## 著名な出身者

### 政界

#### 首相・国会議長
- 菅義偉 - （第99代内閣総理大臣、第26第自由民主党総裁）
- 中村梅吉 - （第57代衆議院議長、第5代自民党政調会長、法務大臣、建設大臣、文部大臣）
- 汪兆銘 - （中国国民党総裁、第4代中華民国行政院長）
- 周恩来 - （初代中華人民共和国国務院総理）

#### 戦前の政治家
- 青山憲三 - （衆議院議員、中央水産業会会長、立憲政友会総務）
- 赤尾藤吉郎 - （衆議院議員）
- 赤尾彦作 - （衆議院議員）
- 赤間嘉之吉 - （衆議院議員）
- 石川玄三 - （衆議院議員）
- 上畠益三郎 - （衆議院議員、弁護士）
- 内田重成 - （衆議院議員）
- 江藤新作 - （衆議院議員）
- 大芝惣吉 - （衆議院議員）
- 岡井藤之丞 - （衆議院議員）
- 小久江美代吉 - （衆議院議員、立憲民政党）
- 小出五郎 - (衆議院議員、立憲政友会、弁護士)
- 奥村七郎 - （衆議院議員、憲政会、博多米穀取引所理事長）
- 海原清平 - （衆議院議員）
- 春日俊文 - （衆議院議員、立憲政友会）
- 岸本康通 - （衆議院議員、立憲政友会）
- 木戸豊吉 - （衆議院議員、立憲政友会、元京都府会議長）
- 黒住成章 - （衆議院議員、立憲政友会）
- 小池政恩 - （衆議院議員、元妙法華寺貫首）
- 紅露昭 - （衆議院議員、日本進歩党）
- 後藤文一郎 - （衆議院議員、立憲政友会）
- 佐藤亀八郎 - （貴族院議員）
- 篠崎豊彦 - （衆議院議員、立憲民政党）
- 角源泉 - （衆議院議員、立憲民政党）
- 高木益太郎 - （衆議院議員、弁護士、民政党）
- 高見松太郎 - （衆議院議員）
- 武内作平 - （衆議院議員、法制局長官、弁護士）
- 武田徳三郎 - （衆議院議員、立憲政友会）
- 田崎信蔵 - （衆議院議員、革新党）
- 中鉢美明 - （衆議院議員、立憲政友会、東京市助役）
- 津原武 - （衆議院議員、民政党、弁護士）
- 永井作次 - （衆議院議員、弁護士）
- 中安信三郎 - （衆議院議員、元大日本国粋会会長）
- 名川侃市 - （衆議院議員、第一東京弁護士会長）
- 夏井保四郎 - （衆議院議員、愛媛県会議長）
- 南波三五郎 - （衆議院議員、立憲自由党）
- 野出鋿三郎 - （衆議院議員、弁護士、立憲革新党）
- 野上嘉平 - （衆議院議員、憲政本党）
- 野木善三郎 - （衆議院議員、公証人、憲政本党）
- 服部教一 - (衆議院議員、立憲民政党、戦後は参議院議員)
- 原夫次郎 - （衆議院議員、日本進歩党）
- 土方千種 - （衆議院議員、立憲国民党）
- 広瀬久政 - （衆議院議員、立憲政友会）
- 藤野正年 - （衆議院議員、大阪米穀取引所理事）
- 前田兵郎 - （衆議院議員、福島県会議長）
- 水野吉太郎 - （衆議院議員、立憲政友会）
- 三谷軌秀 - （衆議院議員、立憲政友会、実業家）
- 守屋此助 - （衆議院議員、憲政会、神奈川県守屋町の町名の由来）
- 矢島浦太郎 - （衆議院議員、立憲同志会）
- 山田東次 - （衆議院議員、自由党、法典調査会委員）
- 横山富次郎 - （衆議院議員、立憲政友会）

#### 戦後の政治家
- 野坂浩賢 - （第59代内閣官房長官、社会民主党副党首、日本社会党国会対策委員長、建設大臣）
- 倉石忠雄 - （第21代自民党政調会長、第22代自民党総務会長、労働大臣）
- 谷津義男 - （衆議院内閣委員長、元農林水産大臣）
- 田中和徳 - （自民党幹事長代行、元復興大臣）
- 神田博 - （元厚生大臣、衆議院議員、参議院議員）
- 伊藤公介 - （元国土庁長官、衆議院国家基本政策委員長）
- 園田清充 - （元国土庁長官、参議院議員）
- 実川幸男 - （元法務副大臣、運輸政務次官、衆議院総務委員長）
- 木村哲也 - （元内閣府大臣政務官、千葉県議会議員）
- 秋元真利 - （元国土交通大臣政務官、元外務大臣政務官）
- 神風英男 - （元防衛大臣政務官、衆議院議員）
- 松下新平 - （自民党総務会長代理、元国土交通大臣政務官）
- 木下栄 - （元運輸政務次官、国民民主党総務委員長）
- 徳永エリ - （参議院東日本大震災復興特別委員長、旧国民民主党参議院政策審議会長）
- 平野貞夫 - （参議院財政金融委員長、参議院議員）
- 大森昭 - （参議院環境特別委員長、参議院議員運営委員長、参議院議員）
- 政友会）
- 上田清司 - （衆議院議員、全国知事会会長、埼玉県知事）
- 串田誠一 - （衆議院議員、参議院議員、漫画原作者）
- 目黒吉之助 - （衆議院議員、新潟県議会議員）
- 福田良彦 - （衆議院議員、山口県議会議員）
- 赤尾藤吉郎 - （衆議院議員、弁護士）
- 石川知裕 - （衆議院議員）
- 石田一松 - （衆議院議員、タレント）
- 岡井藤之丞 - （衆議院議員、弁護士）
- 今村修 - （衆議院議員）
- 岩村卯一郎 - （衆議院議員、新潟県議会議員）
- 岡部周治 - （衆議院議員）
- 角田幸吉 - （衆議院議員、東洋大学教授）
- 加藤清政 - （衆議院議員、東京都議会議員）
- 岸本光造 - （衆議院議員）
- 土田龍司 - （衆議院議員）
- 北村又左衛門 - （衆議院議員）
- 夏井保四郎 - （衆議院議員、松山電気軌道社長）
- 野出鋿三郎 - （衆議院議員、弁護士）
- 野上嘉平 - （衆議院議員）
- 野木善三郎 - （衆議院議員、公証人）
- 服部教一 - （衆議院議員、参議院議員）
- 原夫次郎 - （衆議院議員、島根県知事）
- 土方千種 - （衆議院議員）
- 藤野正年 - （衆議院議員）
- 前田兵郎 - （衆議院議員、福島県議員、弁護士）
- 水野吉太郎 - （衆議院議員、高知弁護士会会長）
- 広瀬久政 - （衆議院議員）
- 三谷軌秀 - （衆議院議員）
- 守屋此助 - （衆議院議員、横浜市議長、相模鉄道社長）
- 山田東次 - （衆議院議員、法典調査会委員）
- 矢島浦太郎 - （衆議院議員）
- 横山富次郎 - （衆議院議員）
- 森下博之 - （参議院議員、高知県議会議員）
- 長谷川大紋 - （参議院議員、茨城県議会議長）
- 木暮山人 - （参議院議員）
- 温水三郎 - （参議院議員）
- 城義臣 - （参議院議員）
- 島 清 - （参議院議員）
- 斎武雄 - （参議院議員）

### 地方政界
- 佐藤亀太郎 - （北海道帯広市長）
- 鈴木直道 -（北海道知事、元夕張市長）
- 金沢隆 -（元青森県弘前市長）
- 川口博 -（元秋田県小坂町長、元民主党衆議院議員）
- 菅根光雄 -（山形県尾花沢市長、元尾花沢市議会長）
- 結城吉之助 -（元山形県村山市長、元山形県議会議員、元引揚者団体全国連合会副理事長）
- 根本尚美 - （元福島県二本松市長）
- 島田幸三 - （茨城県小美玉市長）
- 新井利明 -（群馬県藤岡市長）
- 石原条 -（群馬県みどり市長）
- 榎本義法 -（群馬県富岡市長）
- 神保国男 -（埼玉県戸田市長）
- 高橋庄次郎 -（元埼玉県蕨市長、元埼玉県議会議長）
- 中野和信 -（元埼玉県蓮田市長）
- 福田晃 -（埼玉県越谷市長）
- 福嶋健助 -（元埼玉県深谷市長）
- 藤平輝夫 - （元千葉県勝浦市長）
- 加藤清政 -（元東京都千代田区長）
- 高橋久二 -（元東京都品川区長）
- 上原公子 -（元東京都国立市長）
- 鈴木邦彦 - （元東京都多摩市長）
- 木村俊雄 -（神奈川県寒川町長）
- 山梨崇仁 -（神奈川県葉山町長）
- 山田紀之 - （元新潟県糸魚川市長）
- 宮元陸 -（石川県加賀市長）
- 嵯峨根達雄 - （元京都府舞鶴市長）
- 辻重五郎 -（兵庫県丹波市長）
- 近藤宏樹 -（島根県安来市長）
- 原夫次郎 -（元島根県知事、元日本進歩党衆議院議員）
- 福田良彦 -（山口県岩国市長、元自由民主党衆議院議員）
- 三好幹二 -（愛媛県西予市長）
- 上田保 -（元大分県大分市長）
- 黒木健二 -（宮崎県日向市長）
- 岩切秀雄 -（鹿児島県薩摩川内市長）
- 翁長雄志 -（元沖縄県知事、元那覇市長）
- 平良良松 -（元沖縄県那覇市長）
- 河野一郎 - （元東京都議会議長）
- 龍円愛梨 - （東京都渋谷区議会議員、元テレビ朝日アナウンサー）

### 官界
- 指宿清秀 - (第9代参議院事務総長、第9代国立国会図書館長)
- 高秀樹 - （財務省北海道財務局長、財務省主計局主計官、静岡県副知事）
- 五明砂 - (バンクーバー元領事、特許弁理士)
- 小溝泰義 - （駐クウェート元特命全権大使、広島平和文化センター理事長）
- 峯村保雄 - （駐エルサルバドル元特命全権大使、元カルガリー総領事）
- 大芝惣吉 - (第18代佐賀県警察部長（現在の県警本部長）、第12代富山県警察部長、内務官僚)
- 成毛基雄 - (第13代富山県警察部長（現在の県警本部長）、第14代秋田県警察部長、第16代熊本県警察部長、第15代兵庫県警察部長、内務官僚)
- 和田潤 - (第12代島根県警察部長（現在の県警本部長）、第20代佐賀県警察部長、内務官僚)
- 今村鞆 - (警視庁警部、朝鮮総督府官僚、忠清北道・江原道警察部長、平壌・済州警察署長)
- 翁長助裕 - （沖縄県元副知事、沖縄県議会元議員）
- 因田義男 - （名古屋市元副市長、名古屋観光コンベンションビューロー元理事長、学校法人名古屋学院大学理事長）
- 土井芳輔 - （南満州鉄道・京城出張所所長、板垣正貫の岳父）
- 草間八十雄 - （東京市幼年少年保護所長、新聞記者、作家）

### 法曹
- 北里貞之 - （大審院元判事）
- 田山卓爾 - （大審院元判事）
- 小谷勝重 - （最高裁判所元裁判官）
- 遠藤光男 - （最高裁判所元裁判官、本学名誉博士）
- 高須順一 - （最高裁判所裁判官、元本学法科大学院教授）
- 木納敏和 - （東京高等裁判所部総括判事、元松江地方裁判所長、元司法研修所教官）
- 三田高三郎 - （東京地裁元裁判官、愛知大学・東洋大学元教授）
- 岡垣久晃 - （大阪高裁元裁判官）
- 蓮見重治 - （仙台高裁元裁判官、東北学院大学元教授）
- 鬼頭史郎 - （元裁判官）
- 谷合克行 - （元裁判官、現在弁護士）
- 中村信敏 - （東京高検元刑事部長、ロッキード事件、日通事件弁護人）
- 竹内賀久治 - （第二東京弁護士会創立者・元会長、法政大学元総長）
- 加藤晃 - （第二東京弁護士会元会長、関東弁護士会連合会元理事長）
- 武内作平 - （大阪弁護士会元会長、衆議院議員、法制局長官）
- 赤尾彦作 - (横浜弁護士会元会長、元衆議院議員)
- 黒住成章 - (函館弁護士会元会長、元衆議院議員)
- 水野吉太郎 - （高知弁護士会元会長、安重根の弁護人）
- 羽田野忠文 - （大分弁護士会元会長、弁護士、衆議院議員）
- 岡田義明 - （金沢弁護士会元会長、元日本調停協会連合会理事）
- 小川三千三 - （弁護士、東京市会議員）
- 上畠益三郎 - （弁護士、衆議院議員、大阪株式取引所理事長、日本信託銀行取締役、法政大学監事）
- 岡井藤之丞 - （弁護士、衆議院議員（中央倶楽部））
- 小久江美代吉 - (弁護士、衆議院議員（立憲民政党）)
- 小出五郎 - (弁護士、衆議院議員（立憲政友会))
- 紅露昭 - (弁護士、元衆議院議員)
- 後藤文一郎 - (弁護士、衆議院議員)
- 高木益太郎 - (弁護士、衆議院議員、『法律新聞』創刊者、法政大学理事)
- 中鉢美明 - (弁護士、衆議院議員、東京市助役)
- 津原武 - (弁護士、衆議院議員）
- 永井作次 - (弁護士、衆議院議員)
- 夏井保四郎 - (弁護士、衆議院議員)
- 野出鋿三郎 - (弁護士、衆議院議員（立憲革新党))
- 原夫次郎 - (弁護士、島根県知事、衆議院議員)
- 土方千種 - (弁護士、衆議院議員、立憲国民党)
- 前田兵郎 - (弁護士、衆議院議員)
- 梅本吉彦 - （弁護士、専修大学名誉教授）
- 守屋此助 - (弁護士、衆議院議員、横浜市会議長、神奈川県守屋町の町名の由来)
- 矢島浦太郎 - (弁護士、衆議院議員、立憲同志会）
- 瀬戸英雄 - （弁護士、企業再生支援機構・現地域経済活性化支援機構元委員長、京セラの稲盛和夫と共に日本航空の再生を主導）

### 軍事
- 内田重成 - （日本海軍中将、元裁判官、貴族院議員）
- 久納好孚 - （日本海軍少佐、第一次神風特別攻撃隊「大和隊」隊長）
- 本田耕一 - （日本海軍少尉、神風特別攻撃隊「第六筑波隊」隊員、在学中は野球部で活躍）
- 水谷吉蔵 - （日本陸軍少佐、本学政治学教授、日本初の戦車導入を計画するにあたり、イギリスへ派遣された軍人）
- 前田利貴 - （日本陸軍大尉、加賀前田家末裔、男爵）
- 石川玄三 - （日本陸軍歩兵中尉、衆議院議員、立憲政友会）
- 中原光信 - （日本陸軍少尉・ベトミン士官学校教官・日越貿易会会長）
- 武田正徳 - （元陸上自衛官・陸将、第30代第1師団長）

### 宗教
- 酒井日慈 - （日蓮宗第51代管長、大本山池上本門寺第82世貫首）
- 森谷英俊 - （興福寺貫主、山田寺元住職）
- 大谷光淳 - （浄土真宗本願寺派第25代門主）
- 井出定治 - （元キリスト教朝顔教会協力牧師、中退）

### 経済界
- 大島雄次 - （明治安田生命保険相談役、安田生命保険元会長、本学名誉博士）
- 立沢賢一 - （HSBC証券元社長）
- 原田和夫 - （みちのく銀行元頭取）
- 木村興三 - （筑波銀行元頭取・会長、相談役）
- 黒本淳之介 - (栃木銀行頭取、元第二地方銀行協会会長）
- 熊崎俊二郎 - （北日本銀行元頭取・会長）
- 中條晴夫 - （百十四銀行元頭取・会長）
- 二瓶克博 - （巣鴨信用金庫理事長）
- 兵部行遠（ミライアル会長）
- 内貴清兵衛 - （日本新薬創設者
- 渡辺秀一 - （メディパルホールディングス社長、メディセオ会長、日本医薬品卸売業連合会会長）
- 木山俊平 - (三菱鉛筆東京販売元社長、名誉会長。三菱鉛筆元取締役、相談役）
- 髙𫞎清 - (パイロットコーポレーション会長）
- 中野勝義 -（全日本空輸創立者の1人、副社長）
- 神戸挙一 -（東京電力の前身東京電燈元社長、明治大正期の甲州財閥の重鎮）
- 角弥太郎 - （日立鉱山元所長）
- 山口学 -（関電工会長、日本電設工業協会会長）
- 阿川甲一 -（長春倉庫運輸社長）
- 福島敏行 -（日本通運元社長、学校法人日通学園元理事長）
- 後藤圀彦 -（京成電気軌道社長）
- 梅崎利秋 -（新京成電鉄元社長）
- 大谷昌行 -（一畑電気鉄道元会長、日本海テレビ元会長）
- 高橋辰輔 -（箱根登山鉄道元社長）
- 石塚護 - (京急百貨店前社長、京浜急行電鉄顧問）
- 鵜木洋二 - （福岡工業大学元理事長、福岡ダイエーホークス元社長）
- 岡村秀樹 - （セガホールディングス会長、日本eスポーツ連合会長、コンピュータエンターテインメント協会会長）
- 佐藤俊夫 - （新潮社元会長、新潮社創業者・佐藤義亮の次男）
- 井上泰一 - （角川書店元社長、角川映画副会長・角川グループホールディングス取締役）
- 藤田親昌 - （文化評論社元社長・中央公論社編集部長）

### マスコミ
- 三鬼陽之助　- (経済記者、雑誌「財界」の創刊者）
- 堀井美香 -（TBSアナウンサー）
- 木村拓也 - （フジテレビアナウンサー）
- 黒瀬翔生 -（フジテレビアナウンサー）
- 菅原知弘 -（テレビ朝日アナウンサー）
- 平岩康佑 -（eスポーツアナウンサー、元テレビ朝日アナウンサー）
- 田口尚平 -（テレビ東京アナウンサー）
- 村尾莉采 -（日本海テレビアナウンサー）

### 文芸
- 坂本敏夫 - （ノンフィクション作家、元刑務官、中退、『刑務官』『死刑のすべて』等）
- 渡辺香墨 - （俳人、裁判官、正岡子規の門人）
- 臼田亞浪 - （俳人、『石楠』創刊者）
- 高屋窓秋 - （俳人、現代俳句協会大賞）
- 大原恒一 - (ロシア文学者、評論家、翻訳家、六本木ヴィレッジ元社長)

### 研究
- 大西祥世 - （憲法、立命館大学法学部教授、元内閣府事務官）
- 金子匡良 - （憲法、法政大学法学部教授）
- 今尾真 - （民法、明治学院大学教授）
- 大坪稔 - （民法、鹿児島大学名誉教授、元西日本短期大学学長）
- 佐伯弘治 - （民法、学校法人国士舘理事長、元流通経済大学学長）
- 高須順一 - （民法、法政大学大学院法務研究科教授、弁護士、最高裁判所裁判官）
- 鳥谷部茂 - （民法、広島大学名誉教授、弁護士）
- 春田一夫 - （民法、九州国際大学学長）
- 佐藤鉄男 - （民事訴訟法、中央大学教授）
- 前田重行 - （商法、学習院大学教授、元法政大学法学部教授、元筑波大学教授）
- 西田幸介 - （行政法、法政大学法学部教授）
- 石橋洋 - （労働法、元熊本大学大学院法曹養成研究科教授）
- 青木宗也 - （労働法、法政大学名誉教授、元大学基準協会理事長）
- 土田道夫 - （労働法、同志社大学教授）
- 永野秀雄 - （アメリカ法、法政大学人間環境学部教授）
- 土井輝夫 - （国際法、早稲田大学名誉教授）
- 岡崎晴輝 - （政治学、九州大学大学院法学研究院助教授）
- 土山希美枝 -（政治学、法政大学法学部教授、龍谷大学教授）
- 細井保 - （政治学、法政大学法学部教授）
- 文京洙 - （政治学、立命館大学教授）
- 松本正生 - （政治学、埼玉大学経済学部教授）
- 水谷吉蔵 - （政治学、元法政大学教授、陸軍輜重兵少佐）
- 武藤博己 - （行政学、法政大学大学院公共政策研究科教授）
- 齋藤磯雄 - （フランス文学、元明治大学教授）
- 池島重信 - （ドイツ哲学、法政大学名誉教授）
- 柿崎繁 - （経済学、明治大学名誉教授）
- 原田榮進 - （造園家、日本ガルテン協会会長）
- 安井俊夫 - （教育者、愛知大学教授）
- 由田浩 - （教育者、由田学園理事長）
- 原勝洋 - （戦史研究家）

　　　そのほかの出身者、卒業生及び関係者については「法政大学の人物一覧」を参照されたい